# Vincent Usulor
Obasi Vincent Usulor (* 15. Juli 1948 in Ebonyi/ Nigeria; † 20. Juni 2006) war ein nigerianischer Politiker.
Nach dem Studium der Rechtswissenschaften, das er mit einem Bachelor of Laws an der University of Nigeria abschloss, arbeitete er als Rechtsanwalt.
Von 1990 bis 1992 war er in der Regierung von Präsident Ibrahim Babangida Staatssekretär im Ministerium für Sport und Soziale Entwicklung. Später war er von 1993 bis 1994 Mitglied des Regierungsrates unter General Sani Abacha.
Von 1999 bis 2003 war Vincent Usulor für den Bundesstaat Ebonyi Mitglied des nigerianischen Senates. Der Senator, der der Partei „PDP“ des Präsidenten Olusegun Obasanjo angehörte, war während dieser Zeit stellvertretender Vorsitzender des Senatsausschusses für die Entwicklung der Hauptstadtregion.